# Joseph Story
Joseph Story (Marblehead, 18 settembre 1779 – Cambridge, 10 settembre 1845) è stato un giurista e avvocato statunitense, incluso nella prima lista di statunitensi facenti parte della Hall of Fame for Great Americans.
A lui si deve l'elaborazione della locuzione diritto internazionale privato (abbreviato d.i.p.) all'interno dell'opera Commentary on the Conflict of Laws, Foreign and Domestic del 1834.

## Biografia
Membro della Corte Suprema degli Stati Uniti dal 1811 alla morte. Scrisse il primo studio di analisi della Costituzione degli Stati Uniti, nel 1833.
Si sposò con Sarah Waldo Wetmore, e con lei ebbe William Wetmore Story, lo scultore del celebre Angelo del dolore.